# Xerez Deportivo Fútbol Club (fútbol sala)
El Xerez Deportivo Fútbol Club, denominado por motivos de patrocinio Xerez GrowUp Capital, es un equipo español de fútbol sala con sede en la ciudad de Jerez de la Frontera, en la provincia de Cádiz, Andalucía (España). Actualmente compite en la Segunda División B.
Hasta 2021 fue sección de fútbol sala pero siguiendo estando convenido con el Xerez Deportivo Fútbol Club.

## Historia

### Fundación y primeros años
El club fue fundado el 31 de julio de 2014 por la Asamblea General de Socios del Xerez Deportivo FC. El conjunto comenzaría a competir en la 3º División Andaluza en el grupo de la provincia de Sevilla debido a que no había suficientes equipos gaditanos para formar una liga. En marzo de 2015, el Xerez Toyota Nimauto promocionaba directamente a la Tercera División saltándose algunas categorías debido a la falta de equipos en la provincia de Cádiz y la promesa de la federación de ascenso directo a la categoría nacional si el conjunto azulino se proclamaba campeón. 
El conjunto azulino haría una muy buena campaña en su debut en Tercera División. Con 17 victorias, 8 empates y tan solo 3 derrotas, el 28 de mayo de 2016 el Xerez asciende a 2.ª División B tras vencer al CD Tres Calles por 3-0 y asegurarse la segunda plaza.
En la temporada 2017-18 compite por primera vez en 2.ª División B debutando en Lucena.
Ante el "Lucena FS" el 17 de septiembre de 2017 con victoria xerecista de 1-4 el estreno en esta nueva categoría como locales sería el 24 de septiembre de 2017 en el polideportivo-Ruiz Mateos ante el "Mundo Seguros Triana FS" con victoria de 6-2 poco a poco el pabellón jerezano se convertiría en un fortín ya que sólo 3 equipos han conseguido puntuar 2 de ellas son derrotas y 1 empate ante "CD Victoria Kent" por 4-5,"Unión África Ceutí Futsal" por 3-7 y "Itea Córdoba FS" por 2-2 y también victorias ante rivales contundentes de la categoría como "Sporting Club Cerro Reyes" por 3-2 equipo que ganaría la liga y ante el "Peligros FS" por 8-6 en la lucha por los puestos de acceso a la Copa del Rey de fútbol sala jugándose entrar en la última jornada terminado la liga con 18 victorias, 4 empates y 8 derrotas con 58 puntos quedándose a tan sólo 1 punto de entrar a la Copa del Rey de fútbol sala.

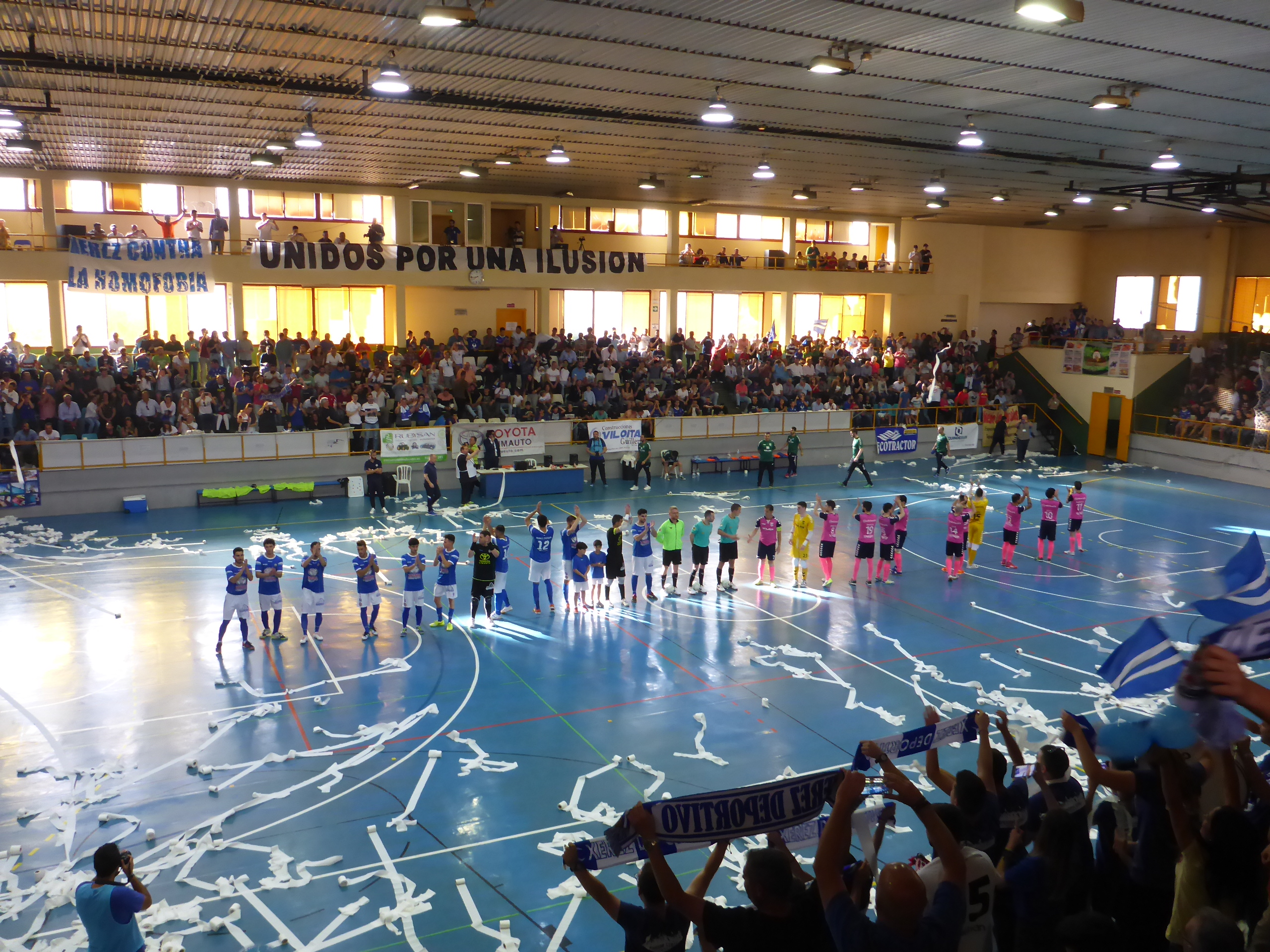
Promoción a Segunda División frente al Talavera FS.

La temporada 2017-18 empezaría un tanto convulsa tras las elecciones por la presidencia en el club incluso planteándose no salir a competir en por temas económicos 2.ª División B bajando a Tercera División lo que supondría un gran bajón tras la gran temporada anterior siendo los novatos de la categoría,finalmente el equipo se registraría para competir un año más en la 2.ª División B que comenzarán ante el "CD Gador FS" el 10 de septiembre de 2017. Esa temporada terminó primero de su grupo, perdiendo la promoción de ascenso a Segunda División con el Talavera Fútbol Sala por el valor de los goles en campo contrario.
En 2018 los socios votan un nuevo escudo para el club. La temporada 2018/19 participa en la Copa del Rey de Fútbol Sala, cayendo en primera ronda frente al Real Betis FS de Segunda división.
En 2021 los socios deciden dejar de ser una sección dependiente del Xerez Deportivo Fútbol Club, aun así seguir siendo una sección pero está independiente con un convenio de por medio.
En 2023 y tras acompañar desde su fundación la empresa Toyota Nimauto dejó de ser el patrocinador oficial y nombre del club, siendo reemplazado por GrowUp Capital.
Como muestra de respeto hacia sus principios el club ha usado la bandera LGTBIQ y romaní como brazalete.

## Temporadas
Resumen de las temporadas disputadas por el Xerez DFC Fútbol Sala.
| Temporada | Liga                  | Liga | Liga | Liga | Liga | Liga | Liga | Liga | Liga |
| Temporada | División              | Pos. | J    | G    | E    | P    | GF   | GC   | Ptos |
| --------- | --------------------- | ---- | ---- | ---- | ---- | ---- | ---- | ---- | ---- |
| 2014-15   | 3.ª Andaluza          | 1.º  | 22   | 21   | 1    | 0    | 161  | 44   | 64   |
| 2015-16   | 3.ª División          | 2.º  | 27   | 17   | 8    | 3    | 119  | 71   | 59   |
| 2016-17   | 2.ª División B        | 4.º  | 30   | 18   | 4    | 8    | 132  | 99   | 58   |
| 2017-18   | 2.ª División B        | 1º   | 30   | 21   | 5    | 4    | 137  | 89   | 68   |
| 2018-19   | 2.ª División B        | 11.º | 28   | 8    | 3    | 14   | 99   | 113  | 30   |
| 2019-20   | 2.ª División B        | 12.º | 23   | 8    | 2    | 13   | 66   | 73   | 26   |
| 2020-21   | 2.ª División B 1Fase  | 7.º  | 16   | 7    | 1    | 8    | 52   | 49   | 22   |
| 2020-21   | 2.ª División B 2 Fase | 2.º  | 12   | 8    | 0    | 3    | 47   | 22   | 24   |
| 2021-22   | 2.ª División B        | 10.º | 30   | 13   | 4    | 13   | 113  | 120  | 43   |
| 2022-23   | 2.ª División B        | 12.º | 30   | 11   | 3    | 16   | 87   | 106  | 33   |

## Palmarés

### Campeonatos regionales
| Competición                     | Títulos  |
| ------------------------------- | -------- |
| Tercera División Andaluza (1/0) | 2014-15. |

### Campeonatos nacionales
| Competición              | Títulos  |
| ------------------------ | -------- |
| Segunda B Nacional (1/0) | 2017-18. |

## Rivalidades
Cádiz Club de Fútbol Virgili Fútbol Sala
 Córdoba CF Futsal
 Bujalance FS Calderería Manzano
 Unión África Ceutí SD
 Real Betis Futsal